# 山口馬城次

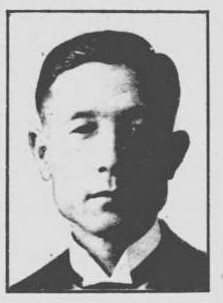
山口馬城次

山口 馬城次（やまぐち まきじ、1892年（明治25年）8月6月 - 1987年（昭和62年）6月17日）は、大正から昭和期の山林地主、実業家、政治家。衆議院議員、大分県宇佐郡麻生村長、初代旧宇佐市長、宇佐市名誉市民。

## 経歴
大分県宇佐郡麻生村大字山口（四日市町を経て現宇佐市）で、山口格の二男として生まれる。大分中学校（現大分県立大分上野丘高等学校）を経て、1914年（大正3年）早稲田大学専門部政治経済科を卒業した。帰郷して1924年（大正13年）父の隠居に伴い家督を相続し農業を営む。
1930年（昭和5年）麻生村長に就任し4期在任。1931年（昭和6年）大分県会議員に選出され3期在任し、同副議長を務め、1940年（昭和15年）同議長に就任した。麻生村会議員にも在任した。
その他、宇佐郡農会長、大分県養蚕業組合連合会副会長、大日本山林会評議員、大分県森林審議会長、中津銀行監査役なども務めた。
1942年（昭和17年）4月、第21回衆議院議員総選挙に大分県第2区から翼賛政治体制協議会の推薦を受け出馬して当選した。その後、日本進歩党に所属して衆議院議員に1期在任した。この間、大政翼賛会大分県支部庶務部長、同支部常務委員、翼賛政治会政調内務委員などを務めた。
戦後、公職追放となり、農地改革で田畑を失った。残った山林の経営と久恒鉱業取締役を務めた。追放解除後、自由党宇佐支部、大分県森林審議会長、同公安委員、同委員長、西日本短期大学理事などに就任した。1967年（昭和42年）合併で宇佐市が発足し、友人の木下郁大分県知事らの推薦で市長選に立候補して当選。市長を1期務めて退任した。